# Cantone di Mandelieu-La-Napoule
Il Cantone di Mandelieu-Cannes-Ouest è una divisione amministrativa dell'arrondissement di Grasse.
È stato costituito a seguito della riforma approvata con decreto del 24 febbraio 2014, che ha avuto attuazione dopo le elezioni dipartimentali del 2015.

## Composizione
Comprende i 5 comuni di:
- Auribeau-sur-Siagne
- Mandelieu-la-Napoule
- Pégomas
- La Roquette-sur-Siagne
- Théoule-sur-Mer